# Escena freak
La escena freak era un término usado por un estilo post-hippie y pre-punk de subcultura bohemia. 

## Descripción
Se refiere a las consistencias entre pacifistas politizados post-hippies, usualmente no-pacifistas fanes del rock progresivo y de la Música psicodélica. Estos fluctuaban entre festivales de rock, festivales gratuitos, happenings, activismo radical de izquierda, y encuentros de sociedad alternativa de varios tipos. El nombre viene, parcialmente, de una referencia pequeña a la Generación beat. También solían disfrutar en muchos casos del Jazz sobre todo del Jazz de fusión.
La escena freak fue algo que estuvo entre la era hippie y el punk. La insatisfacción con los nombramientos de las subculturas de la sociedad se habían vuelto autoparódicas. La escena también evolucionó de la creciente conciencia sobre la inaceptabilidad del sexismo, el cual todavía existía en alguna forma entre los comportamientos de algunos hippies. El tomar la palabra usualmente derogatoria freak (raro) representaba el abrazar las políticas de la identidad y cierta ambigüedad de género.
Hasta llegar al comienzo de los setenta era muy común el uso de fanes del rock progresivo o el jazz fusión y otros de frases como "dope freak" or a "speed freak", "sci-fi freak", "jazz freak", "healthfood freak", "Jesus freak" etc., de acuerdo con las principales obsesiones de una persona.

## Apariencia y aparicionesfreak
El pelo normalmente se llevaba largo y poco aseado o peinado, pero la gente comenzaba a explorar otras posibilidades. Las estrellas de rock de la era como David Bowie o Roxy Music estaban experimentando con cortes más cortos y el teñirse el pelo. Roy Wood del grupo Wizzard tenía el pelo hasta sus rodillas con colores extraños de cabello. Las cabezas calvas fueron de vez en cuando vistas pero no se hicieron tan comunes como cuando el punk comenzaba. Había un temor de llevar el cabello demasiado corto debido a poder verse parecido a skinheads (los cuales en ese entonces eran vistos todavía por los freaks como relacionados con el neonazismo).
La ropa de los freaks combinaba la asunción de roles con el uso de ropa no habitual, que podía hacer pensar en alguna referencia a una era o lugar lejano hacia el cual uno se encontraba viajado. Estos se combinaban con ropa barata y poco cuidada como vaqueros y abrigos. El efecto deseado era hacer que un grupo de freaks se vieran como un grupo de personajes de una novela de fantasía o ficción. Estas apariciones repentinas eran intencionales y muy disfrutadas por los participantes de la escena freak.

## Hippies y freaks
Un importante representante musical de la escena freak era Frank Zappa y su banda The Mothers of Invention. En canciones como "Hungry freaks, daddy!" (¡Freaks hambrientos, papa!) del álbum Freak out! o "We`re the other people" (Somos la otra gente) del álbum We Are Only On It For The Money (Solo estamos en esto por el dinero) se puede ver un poco de esta subcultura. En algunas canciones de este último álbum incluso se puede ver críticas a los hippies debido a su pacifismo, aunque el freak compartía con los hippies posturas radicales frente a la sociedad. De todas formas era común también que hippies se llamen los unos a los otros freaks así como también que algunos freaks no simpaticen con algunas cosas de los hippies como era el caso de Frank Zappa.